# هشام جدران
هشام جدران تشازواني (بالإسبانية: Hicham Jadrane) (12 مارس 1968) لاعب كرة قدم مغربي معتزل كان يجيد اللعب في خط الوسط ومدرب كرة قدم حاليا حيث يتولى منصب مدرب نادي الدرجة الأولى الرفاع الشرقي البحريني من 2016.

## الإنجازات

### لا موخونيرا
- دوري الأندلس الممتاز (1): 2001

### بوليديبورتيفو إيخيدو
- دوري الأندلس الممتاز (2): 2004، 2005

## معرض صور

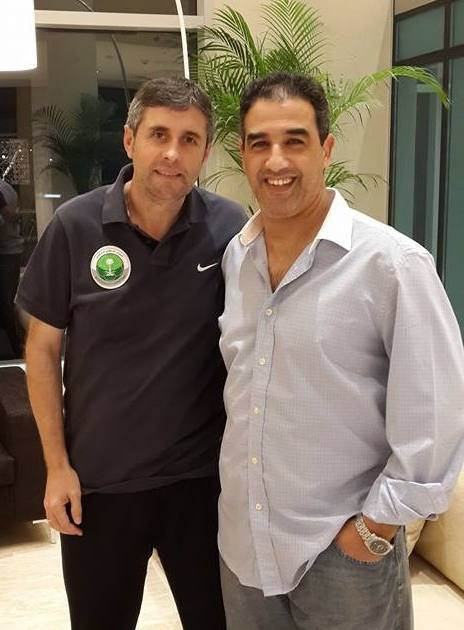
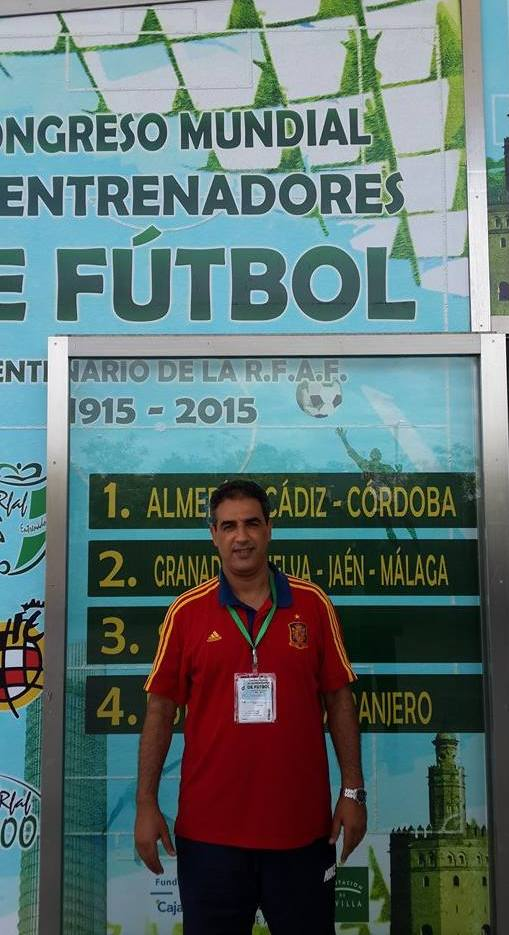
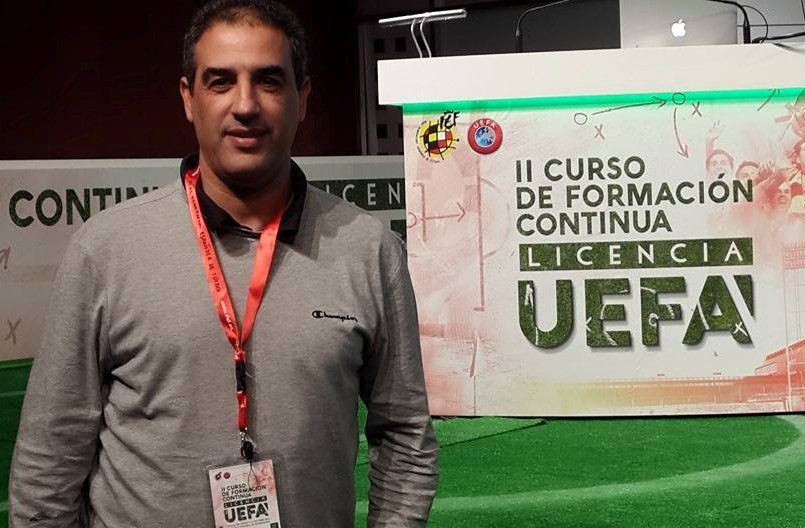

### الرجاء
- دوري أبطال العرب (1): 2006